# Ganigarahosahalli, Hassan
Ganigarahosahalli là một làng thuộc tehsil Hassan, huyện Hassan, bang Karnataka, Ấn Độ.